# Чикшина
Чикшина (Чикишна) — река в России, протекает в Республике Коми по территории муниципальных районов Вуктыл и Печора. Устье реки находится в 50 км по правому берегу реки Кожвы. Длина реки составляет 153 км, площадь водосборного бассейна — 4540 км². В нижнем течении — посёлок Чикшино.

## Данные водного реестра
По данным государственного водного реестра России относится к Двинско-Печорскому бассейновому округу, водохозяйственный участок реки — Печора от водомерного поста у посёлка Шердино до впадения реки Уса, речной подбассейн реки — бассейны притоков Печоры до впадения Усы. Речной бассейн реки — Печора.
Код объекта в государственном водном реестре — 03050100212103000064044.